# تشارلز ديري
تشارلز ديري (بالفرنسية: Charles Dhéré)‏ ( ولد 5 مارس 1876 في باريس؛ توفي 18 يناير 1955 في جنيف) كان عالمًا فيزيولوجيًا وكيميائيًا بيولوجيًا وأستاذًا في جامعة فريبورغ.
في عام 1926 أصبح عضوا في الأكاديمية الألمانية للعلوم - ليوبولدينا. حصل على جائزة مارسيل بينواست عام 1937.

## الأبحاث المنشورة
- La fluorescence en biochimie ، 1937

## المؤلفات
- Dhéré, Charles بالألمانية وبالفرنسية وبالإيطالية من قاموس سويسرا التاريخي على الإنترنت.